# Pleurotus olivascens
Pleurotus olivascens — вид базидіомікотових грибів роду Плеврот (Pleurotus) родини Плевротові (Pleurotaceae).

## Поширення
Вид описаний на Борнео. Росте на мертвих стовбурах дерев.